# 17e division d'infanterie (Allemagne)
Pour les articles homonymes, voir 17e division.
La 17e division d'infanterie (allemand : 17. Infanterie-Division, abrégé en 17. ID) est une division d'infanterie de l'armée de terre allemande durant la Seconde Guerre mondiale.
Créée en octobre 1935, la division participe à l'invasion de la Pologne en septembre 1939, à la campagne de l'Ouest en mai-juin 1940 et à l'offensive contre l'URSS à partir de l'été 1941, après un intermède en France entre mai 1942 et mars 1943 elle retourne sur le front de l'Est où elle combat jusqu'à la fin de la guerre.

## Historique
L'origine de l'état-major de la division remonte à la création de l'Infanterieführer VII — un nom de code destinant à masquer l'expansion de la Reichswehr — à Nuremberg dans l'ancien Wehrkreis VII. Le 15 octobre 1935 elle est finalement renommée 17. Infanterie-Division et en octobre 1937 elle est incluse dans le nouveau Wehrkreis XIII.
En septembre 1939, elle participe à la campagne de Pologne. En octobre la division se trouve dans l'Eifel à la frontière occidentale, puis dans l'Hunsrück, et en décembre dans la région de Trèves. Dans le plan d'offensive à l'Ouest, la division d'Herbert Loch, une des deux du XIIIe corps d'armée (16e armée), doit passer la frontière luxembourgeoise à Grevenmacher, traverser la ville de Luxembourg, passer la frontière belge à Athus avec pour mission de prendre la position avancée de Longwy.

## Commandement
| Début            | Fin               | Grade           | Divisionskommandeure      |
| ---------------- | ----------------- | --------------- | ------------------------- |
| Création         | 1er mars 1936     | Generalmajor    | Eugen Ritter von Schobert |
| 1er mars 1936    | 12 octobre 1937   | Generalleutnant | Curt Haase                |
| 12 octobre 1937  | 1er avril 1939    | Generalleutnant | Erich Friderici (en)      |
| 1er avril 1939   | 28 octobre 1941   | Generalleutnant | Herbert Loch              |
| 29 octobre 1941  | 25 décembre 1941  | Generalleutnant | Ernst Güntzel             |
| 25 décembre 1941 | 31 mars 1943      | Generalleutnant | Gustav-Adolf von Zangen   |
| 31 mars 1943     | 17 septembre 1943 | Generalmajor    | Richard Zimmer            |
| Décembre 1943    | janvier 1944      | Oberst          | Scheiker                  |
| Janvier 1944     | Janvier 1944      | Generalmajor    | Paul Schricker            |
| Février 1944     | Février 1944      | Oberst          | Otto-Hermann Brücker      |
| 15 mars 1944     | 31 mars 1944      | Oberst          | Georg Haus                |
| 1er avril 1944   | 12 avril 1944     | Oberst          | Theodor Preu              |
| 12 avril 1944    | septembre 1944    | Generalleutnant | Richard Zimmer            |
| 4 septembre 1944 | 20 février 1945   | Generalmajor    | Max Sachsenheimer         |
| ?                |                   |                 |                           |
| 19 mars 1944     | 8 mars 1945       | Generalmajor    | Max Sachsenheimer         |

## Composition
Septembre 1939
- Infanterie-Regiment 21 (Stab, I.-III.)
- Infanterie-Regiment 55 (Stab, I.-III.)
- Infanterie-Regiment 95 (Stab, I.-III.)
- Artillerie-Regiment 17 (Stab, I.-III.)
- Artillerie-Regiment 53 (I.)
- Beobachtungs-Abteilung 17, passe en Heerestruppe le 1er décembre 1939[3]
- Aufklärungs-Abteilung 17, dissous le 1er octobre 1939[4]
- Panzerabwehr-Abteilung 17, renommé Panzerjäger-Abteilung 17 le 1er avril 1940[4]
- Pionier-Bataillon 17
- Infanterie-Divisions-Nachrichten-Abteilung 17
- Infanterie-Divisions-Nachschubführer 17

## Théâtres d'opérations
- 1er septembre au 6 octobre 1939 : campagne de Pologne
- Mai-juin 1940 : campagne de France.
- 1941 - 1942 : opération Barbarossa
  - 22 octobre 1941 au 22 janvier 1942 : bataille de Moscou